# Elio Pietrini
Elio Pietrini (Buenos Aires, 2 de enero de 1939-Miami, 18 de enero de 2022) fue un actor venezolano de origen argentino. Trabajó tanto en teatro, como en televisión y en el cine. Actuó en las siguientes telenovelas: Abigail, Amores de fin de siglo y Destino de mujer.

## Biografía
Se inició en el mundo artístico en RCTV, canal en el que permaneció 12 años, trabajando en dramáticos y unitarios. Posteriormente ingresa a Venevisión y continúo su carrera como actor. Es recordado por el personaje de Don Fulgencio en la serie infantil La Pandilla de los 7, que fue transmitida por RCTV en 1991 y 1992; paralelamente esos mismos años participa en las telenovelas El desprecio y Por estas calles respectivamente, actuando al lado de actores como Virginia Urdaneta, Flor Núñez y Jeannette Lehr.
En 1992 también participó en La virgen de Betania, con actores como Yalitza Hernández. Por los 2000 se le ha visto en Voltea pa' que te enamores, La viuda joven, Mambo y canela y Los Querendones, y en Colombia se le ha visto en Mi dia de suerte. Participó en la película Días de poder. También actuó en El árbol de Gabriel, La precursora y El perdón de los pecados.
Tuvo una esposa, Marta Beatriz, y cuatro hijos: Carlos Maximiliano, Andrea Marta, Gabriela y Hernán Pietrini. Falleció el 18 de enero de 2022 a los 83 años en Miami, Estados Unidos por complicaciones del COVID-19.

## Filmografía

### Televisión
- Nora (2014) - Juez de la Causa
- El árbol de Gabriel (2011-2012) - Padre Ignacio
- La viuda joven (2011) - Don Elías Rojas
- Amor Urbano (2009) - Don Giuseppe
- Voltea pa' que te enamores (2006-2007) - Néstor Conde
- Los querendones (2006)
- La Invasora (2004)
- Cosita rica (2003)
- Mambo y canela (2002) - Russo
- Carita pintada (1999)
- Contra viento y marea (1997) - Mauricio
- El perdón de los pecados (1996) - Pujols
- Amores de fin de siglo (1995)
- Ilusiones (1995) - Güero
- Pura sangre (1994-1995) - Dr. Agostini
- Por estas calles (1992)
- La pandilla de los 7 (1991-1992) - Don Fulgencio
- Abigaíl (1988-1989) - Rubén

### Películas
- Secreto de confesión
- Días de poder (2010)
- Zamora
- El último chance
- La última oportunidad

### Teatro
- Baile de máscaras
- La muerte de un viajante
- Trazos de mi vida
- Más allá del horizonte
- Cuál es mi mujer y cual es la otra
- Entre aplausos
- Mil ojos y una voz
- Si pasan cinco años
- La Fiesta
- Qué broma con la abuela
- 7 gatitas
- La novia del gigante

### Programas unitarios
- "La Virgen de Betania"
- " Mi Día de Suerte"
- "La Viuda Negra"
- "El Venerable"
- "Orinoco, Río de Sangre"
- "Volver a Ti"
- "José Gregorio Hernández"
- "Complot en la pensión Roma"
- "Un muerto en la nevera"
- "La mano"